# Barad Nimras
Barad Nimras (‘torre del cuerno blanco’ en sindarin) es una torre ficticia descrita en el legendarium
del escritor británico J. R. R. Tolkien, que aparece en su novela El Silmarillion.

## Etimología y significado
El nombre Barad Nimras es sindarin, y es un nombre compuesto de las palabras barad (‘torre’) y nim- (‘blanco’) + ras (‘cuerno’).

## Historia ficticia
Barad Nimras es una torre construida por Finrod Felagund sobre el cabo oeste de Eglarest. Dada la amistad y alianza entre Círdan, «el constructor de barcos», y Finrod,  se reconstruyeron los puertos de Brithombar y Eglarest, dominios de los falathrim y se levantó la torre de Barad Nimras para vigilar el Mar Occidental, aunque innecesariamente, como se vio luego; porque en ningún momento intentó Morgoth construir barcos o hacer la guerra por mar. El agua intimidaba mucho a sus sirvientes, y ninguno se acercaba a ella de buen grado, salvo que una dura necesidad lo exigiera.
En el año después de la Nírnaeth Arnoediad, sin embargo, Morgoth lanzó un ataque por tierra en sobre Eglarest y Brithombar, que fueron asediadas y tomadas, siendo la torre de Barad Nimras derribada en ese momento por los enemigos a los que estaba destinada a vigilar. 